# Chiesa del Santissimo Redentore (Levico Terme)
La chiesa del Santissimo Redentore è la parrocchiale di Levico Terme in Trentino.  Fa parte della zona pastorale Valsugana - Primiero dell'arcidiocesi di Trento. La sua origine si colloca nel XIII secolo.

## Storia

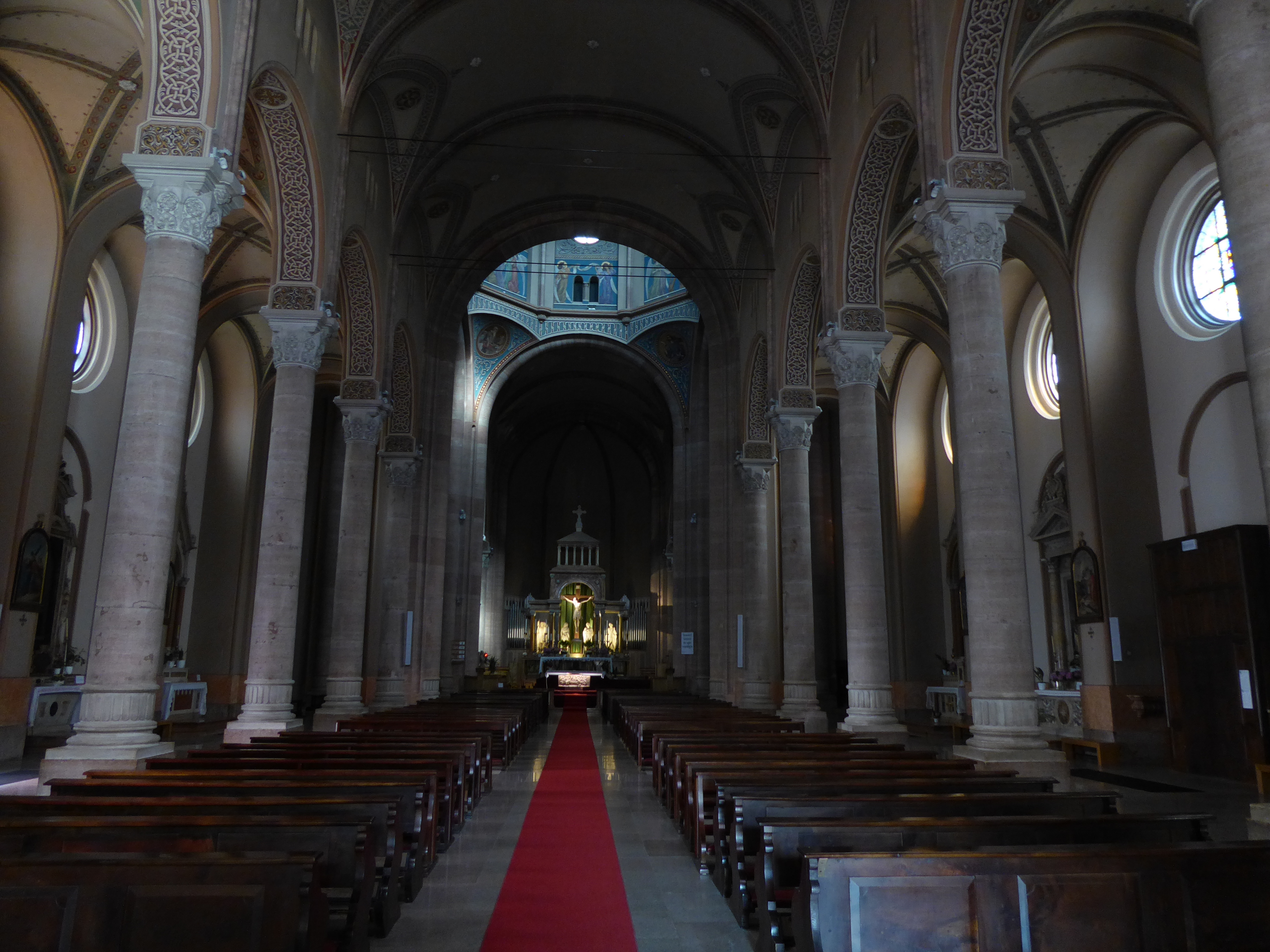
Interno

Il primo edificio parrocchiale a Levico sorgeva in posizione leggermente diversa da quella ottocentesca, aveva una sola navata ed era dedicato ai santi Vittore e Corona. La sua prima citazione documentale fu del 1276 e dopo quella data venne più volte ristrutturata e ampliata, sino alla seconda metà del XVIII secolo.
L'antica torre campanaria venne ricostruita attorno al 1630.
La posa della prima pietra del nuovo edificio religioso destinato a sostituire il precedente avvenne nel 1872. Appena costruita la cupola della nuova chiesa crollò, nel 1874, ma venne ricostruita nello stesso anno. L'intera chiesa venne conclusa nel 1876 e alla fine dell'anno venne benedetta.
La consacrazione venne celebrata nel 1877 da monsignor Haller, ausiliario di Benedetto Riccabona de Reichenfels, vescovo di Trento. L'anno successivo venne demolito completamente l'edificio della precedente parrocchiale e al suo posto venne costruita la grande scalinata di accesso. Nel 1893 venne nuovamente elevata alla dignità arcipretale che aveva perduto nel passaggio, avvenuto nel 1786, dalla giurisdizione ecclesiastica della diocesi di Feltre a quella di Trento.
All'inizio del XX secolo l'esterno della cupola venne decorato con motivi geometrici. Ancora in periodo bellico, nel 1943, si iniziarono a decorare la facciata e la controfacciata. Nella lunetta in facciata venne inserito un mosaico con l'immagine del Redentore e in una nicchia della controfacciata, pochi anni dopo, venne creato il mosaico del Buon Pastore.
All'inizio della metà del secolo fu rifatta la scalinata e tra il 1961 e il 1971 venne rifatta la pavimentazione della sala, fu realizzato l'adeguamento liturgico, venne revisionata la copertura del tetto e vennero aggiornati gli impianti.
Durante i due terremoti del 1976 subì alcuni danni non gravi e tra il 1977 ed il 2008 venne interessata da numerosi interventi. La struttura venne consolidata, fu restaurata la torre campanaria e la pavimentazione del sagrato venne rinnovata.
Un ciclo di restauri a scopo consolidativo è stato realizzato a partire dal 2013.